# Хермсдорф (Шпрее)

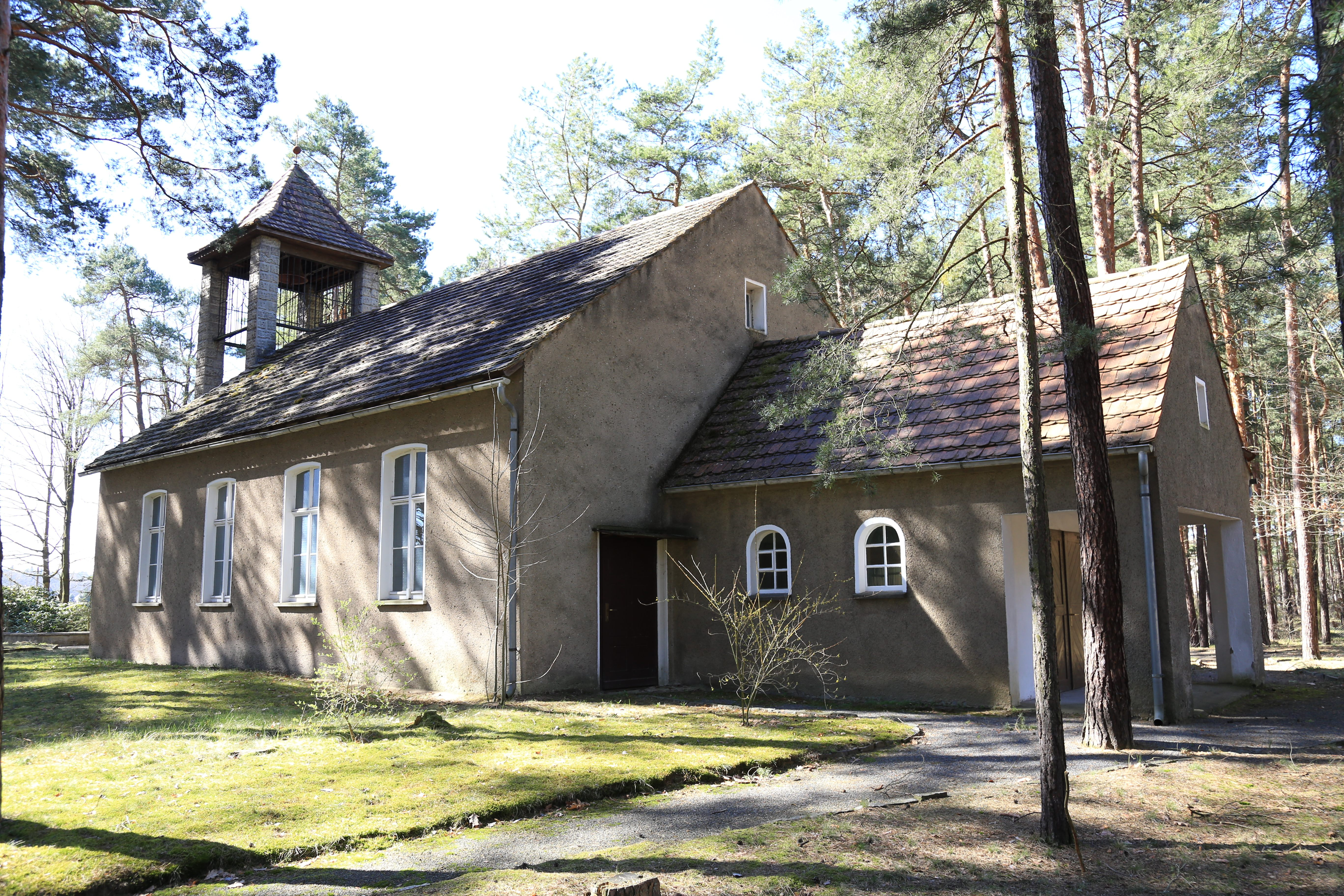

Хе́рмсдорф или Ге́рманецы (нем. Hermsdorf; в.-луж. Hermanecyо файле) — деревня в Верхней Лужице, Германия. Входит в состав коммуны Лоза района Баутцен в земле Саксония. Подчиняется административному округу Дрезден.

## География
Находится в южной части района Лужицких озёр на южной окраине Минакальской пустоши. Через деревню проходит автомобильная дорога К 9220.
Соседние населённые пункты: на юго-востоке — деревня Липич коммуны Радибор, на юге — деревня Псове коммуны Кёнигсварта и на западе — деревня Высока.

## История
Впервые упоминается в 1419 году под наименованием Hermanßdorff.
С 1938 по 1945 год входила в коммуну Вайсиг, с 1945 по 1948 года — в коммуну Штайниц, с 1948 по 1994 года — в коммуну Вайсиг. С 1994 года входит в современную коммуну Лоза.
В настоящее время деревня входит в состав культурно-территориальной автономии «Лужицкая поселенческая область», на территории которой действуют законодательные акты земель Саксонии и Бранденбурга, содействующие сохранению лужицких языков и культуры лужичан.
Исторические немецкие наименования.
- Hermanßdorff, 1419
- Hermannsdorff, Hermeßdorff, 1506
- Hermesdorff, Hermßdorff, 1542
- Hermßdorff, 1658
- Hermßdorf bey Milckel, 1768

## Население
Официальным языком в населённом пункте, помимо немецкого, является также верхнелужицкий язык.
Согласно статистическому сочинению «Dodawki k statisticy a etnografiji łužickich Serbow» Арношта Муки в 1884 году в деревне проживало 280 человек (из них — 279 серболужичан (99 %)).
Лужицкий демограф Арношт Черник в своём сочинении «Die Entwicklung der sorbischen Bevölkerung» указывает, что в 1956 году при общей численности в 506 человек серболужицкое население деревни составляло 52,2 % (из них верхнелужицким языком владело 206 взрослых и 58 несовершеннолетних).
| 1825 | 1871 | 1885 | 1905 | 1925 | 1939 | 1946 | 1950 | 1964 | 1990 |
| ---- | ---- | ---- | ---- | ---- | ---- | ---- | ---- | ---- | ---- |
| 195  | 284  | 280  | 201  | 248  | 331  | 296  | 517  | 410  | 317  |

## Известные жители и уроженцы
- Ян Август Каплер (1851—1937) — серболужицкий поэт, переводчик и педагог.